# Штепан, Мирослав

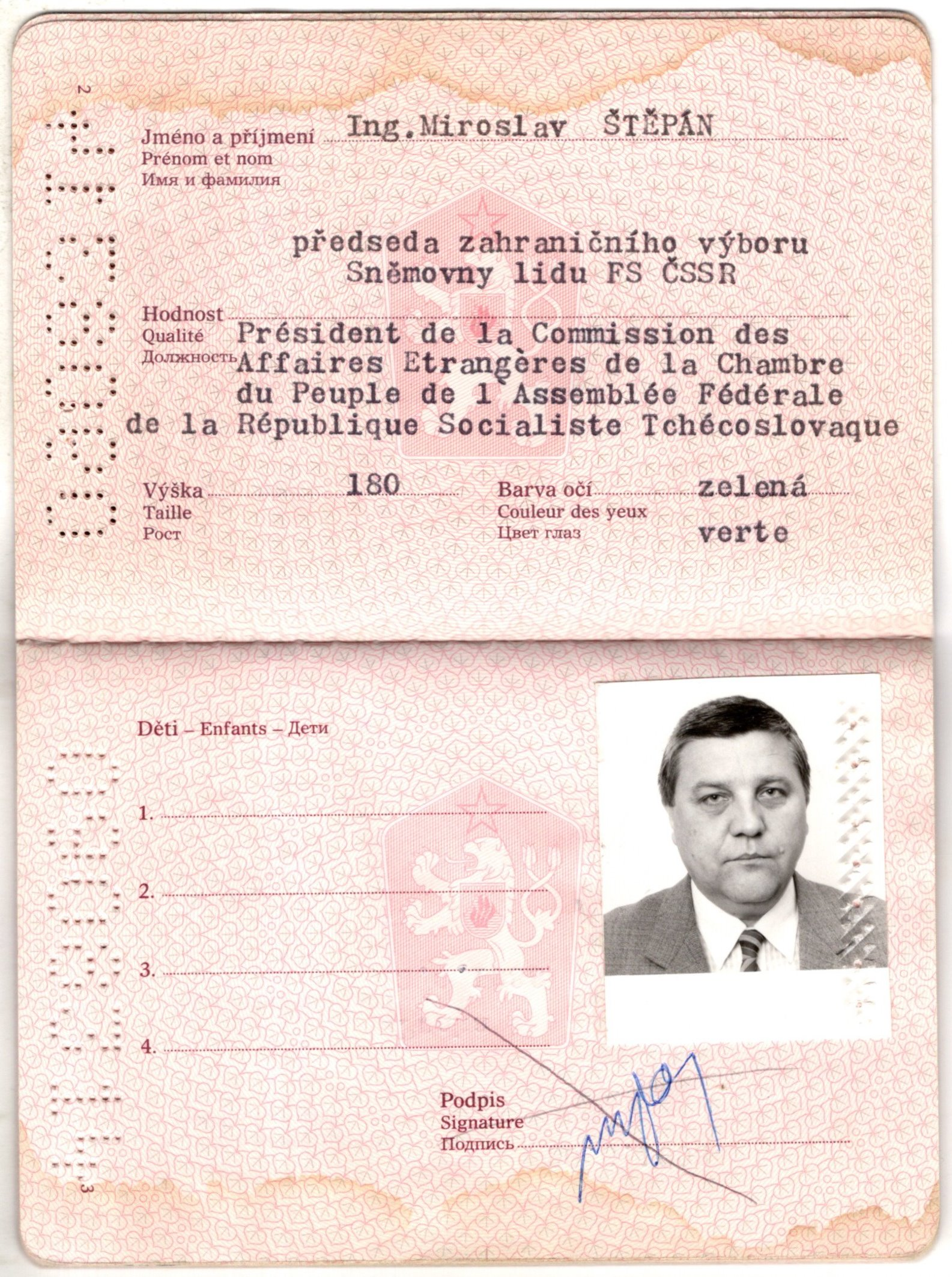
Miroslav Štěpán Passport

Мирослав Штепан (чеш. Miroslav Štěpán; 5 августа 1945, Лоуни — 23 марта 2014, Прага) — чехословацкий и чешский коммунистический политик, первый секретарь Пражского городского комитета, член президиума ЦК КПЧ в 1988—1989. Занимал ортодоксальные позиции, в ноябре 1989 выступал за подавление Бархатной революции. После смены общественно-политического строя в Чехословакии был осуждён за злоупотребление властью. В Чехии основал и возглавлял ортодоксальную компартию. Успешно занимался бизнес-консалтингом.

## Партийная карьера
Окончил сельскохозяйственный колледж. Получил диплом инженера, но не работал по специальности. После подавления Пражской весны сделал карьеру в комсомольском и партийном аппарате КПЧ.
В 1974—1977 Мирослав Штепан был секретарём Пражского комитета Социалистического союза молодёжи (чехословацкий аналог комсомола). С 1977 по 1986 возглавлял Международный союз студентов. В 1986 занял пост секретаря Пражского городского комитета КПЧ. В 1981—1989 являлся депутатом Федерального собрания ЧССР.
С апреля 1988 Штепан — первый секретарь Пражского горкома. По должности он стал секретарём ЦК КПЧ. С октября 1988 — член президиума ЦК КПЧ, высшего органа партийной власти. Занимал ортодоксальные позиции, придерживался сталинистской идеологии. Олицетворял политику нормализации — искоренение наследия Пражской весны.
На посту первого секретаря Пражского горкома КПЧ Мирослав Штепан позиционировался как сторонник энергичного хозяйственного развития при жёстком подавлении политического инакомыслия. Это соответствовало курсу тогдашнего руководства КПЧ, которое формально вынуждено было использовать фразеологию советской перестройки, но категорически отказывалось от каких-либо политических преобразований. По должности партийного секретаря Штепан возглавлял в Праге формирования Народной милиции и нёс личную ответственность за силовое подавление протестных выступлений в 1988 и начале 1989.

## Свержение, арест, тюрьма
17 ноября 1989 года студенческая демонстрация в Праге положила начало Бархатной революции. На фоне растерянности высшего руководства Мирослав Штепан занял жёсткую позицию, настаивал на применении насилия с привлечением полиции и «Народной милиции». Поскольку столичная администрация и полиция находились в подчинении горкома КПЧ, разгон манифестации 17 ноября воспринимался как его личное решение. Однако сам Штепан впоследствии утверждал, что был против применения силы и даже убедил генерального секретаря ЦК КПЧ Милоуша Якеша отменить приказ о вводе в Прагу частей Народной милиции.
19 ноября Гражданский форум потребовал отставки Штепана.
Штепан попытался прибегнуть к политическому маневрированию. 23 ноября он прибыл на завод ЧКД и попытался выступить перед рабочими. Попытка потерпела провал, Штепан был фактически изгнан с предприятия.

«Страна может быть капиталистической или социалистической, — заговорил секретарь с рабочими. — Но ни в той, ни в другой пятнадцатилетние дети не решают, кому быть президентом…» Ответ последовал незамедлительно: «Мы тебе не дети! Убирайся!» Секретарь закончил трёхминутную речь. Она не удалась. В тот же день, 23 ноября, кузнец Миллер вывел многотысячную рабочую демонстрацию под антикоммунистическими лозунгами.

24 ноября чрезвычайный пленум ЦК КПЧ сменил партийное руководство. Новым генеральным секретарём стал Карел Урбанек, настроенный на компромисс с оппозицией. 25 ноября Мирослав Штепан подал в отставку с партийных постов, 7 декабря исключён из КПЧ. 22 декабря 1989 — формально ещё при коммунистическом режиме — Штепан был арестован по обвинению в злоупотребления властью. Суд приговорил его к 4 годам заключения за разгоны пражских манифестаций октября 1988, января и ноября 1989 с применением водомётов и слезоточивого газа. Впоследствии срок был сокращён до 2,5 лет. В октябре 1991 Штепан вышел из тюрьмы условно-досрочно.

## Коммунист и бизнесмен
С 1993 Мирослав Штепан попытался вновь заняться политикой. Коммунистическая партия Чехии и Моравии — официальный преемник КПЧ — подтвердила решение о его исключении. Тогда Штепан основал «Народный союз национального и социального спасения», а в 1995 возглавил Партию чехословацких коммунистов — несмотря на происшедшее к тому времени разделение на Чехию и Словакию. (В компартии Штепана состоял бывший лейтенант чехословацкой госбезопасности Людвик Зифчак, который 17 ноября 1989 изображал «убитого студента» в порядке спецоперации.)
Партия Штепана, действовавшая в Чехии, отмежевалась от «ревизионизма» поздней КПЧ 1990—1992 и КПЧМ, выступала под лозунгами ортодоксального марксизма-ленинизма и сталинизма. Штепан поддерживал межпартийные связи с КПРФ и ортодоксальными компартями постсоветского пространства, объединёнными в СКП-КПСС Олега Шенина. Сколько-нибудь заметной популярности партия не приобрела, Штепан дважды потерпел поражение на парламентских выборах.
Наряду с коммунистической политикой, Штепан занимался в Чехии частным бизнес-консалтингом. Его прежние связи в высшем эшелоне власти ЧССР помогли установить бизнес-контакты с Россией и Китаем. Штепан также выступал партнёром крупной фирмы по продаже недвижимости.
В последнее десятилетие своей жизни Мирослав Штепан отошёл от политики. Скончался от тяжёлой болезни в Университетской клинике Винограды.
В похоронах Штепана участвовали бывший первый секретарь ЦК КПЧ Милош Якеш, свергнутый Бархатной революцией, и известный предприниматель-миллиардер Роман Янушек, фигурант криминально-коррупционных скандалов.

## Штрихи к портрету
Мирослав Штепан издал две книги: Zpověď vězně sametové revoluce — «Исповедь узника Бархатной революции» (1991) и Můj život v sametu aneb Zrada přichází z Kremlu — «Моя жизнь в бархате, или Измена ударила из Кремля» (2013). Название второй книги полемически обыгрывает известное произведение Зденека Млынаржа Mráz přichází z Kremlu — Мороз ударил из Кремля, поскольку Штепан выступает с противоположных Млынаржу позиций.
В октябре 2013 Мирослав Штепан дал интервью популярному «бульварному» изданию Aha! Высказанные им суждения были далеки от коммунистической ортодоксальности и заметно отличались от его политических выступлений. В частности, он признал «глупость» ряда партийных решений, отдал должное интеллекту Вацлава Гавела (с семьёй которого поддерживал знакомство), признал, что поддерживает социал-демократического президента Милоша Земана.
Мирослав Штепан был заядлым курильщиком и предпочитал гаванские сигары.